# پورنوگرافی گی

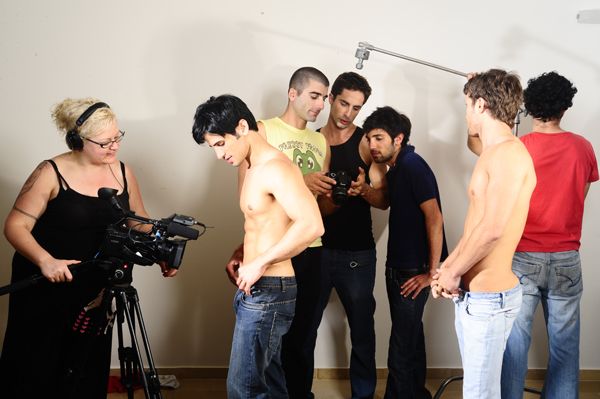
عکسی از صحنه فیلم‌برداری مردان اسرائیل شرکت لوکاس انترتیمنت به همراه مایکل لوکاس، کارگردان فیلم درحال بحث درباره فیلم‌برداری با بازیگران

پورنوگرافی گِی (به انگلیسی: Gay pornography)، نوعی نمایش فعالیت جنسی بین مردان است که هدف اصلی آن برانگیختگی جنسی در مخاطبانش است. نوعی پورنوگرافی سافت‌کور گی نیز وجود دارد که زمانی این ژانر را تشکیل می‌داد و ممکن است به‌عنوان پورنوگرافی بیف‌کیک برای مخاطبان زنان دگرجنس‌گرا، مردان همجنس‌گرا و مخاطبان دوجنس‌گرا از هر جنسیتی تولید شود.
هنر و مصنوعات هم‌جنس‌کامگی دارای تاریخ طولانی است و به دوران یونان باستان می‌رسد. از هر رسانه‌ای برای نمایش اعمال جنسی بین مردان استفاده شده است. در رسانه‌های گروهی معاصر، این موارد بیشتر از طریق رسانه خانگی (از جمله دی‌وی‌دی‌ها)، پخش کابلی و ویدئوهای درحال حضور بر اساس تقاضا و بازارهای بی‌سیم و همچنین سایت‌های عکس آنلاین و داستان‌های هم‌جنس‌گرایانه به اشتراک گذاشته می‌شوند.

## نگارخانه

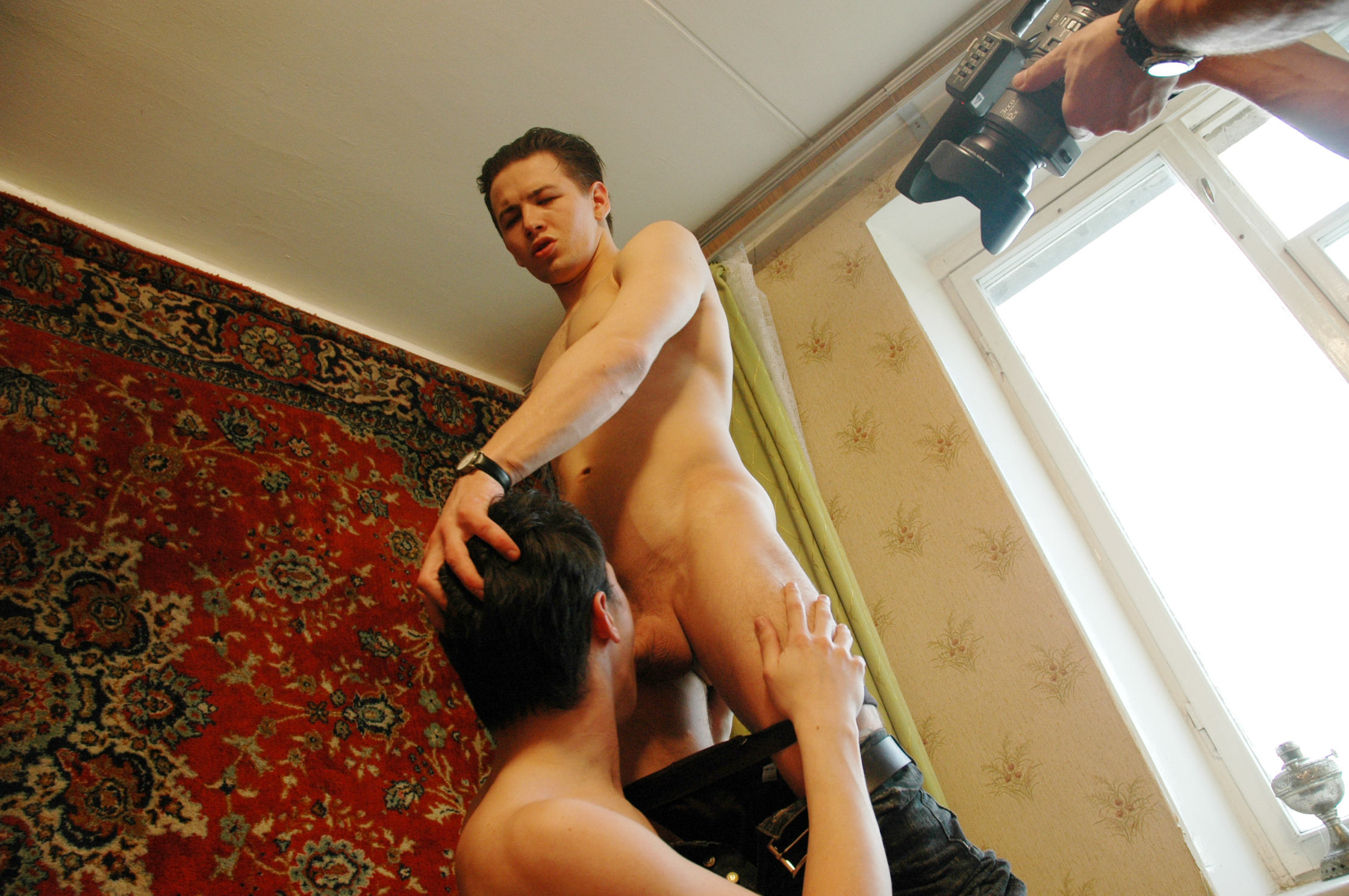
صحنه‌ای از یک فیلم پورن